# Deniz Baykara
Deniz Baykara (Bitlis, 13 marzo 1984) è un calciatore turco, centrocampista del Nestos Chrysoupolis.

## Carriera

### Club
Ha giocato nella prima divisione greca.

### Nazionale
Ha giocato nelle nazionali giovanili turche Under-16, Under-17, Under-18, Under-19, Under-20.

## Palmarès

### Club

#### Competizioni nazionali
- Gamma Ethniki: 1

Nestos Chrysoupoli: 2024-2025 (gruppo 1)